# きみはミラクル!
「きみはミラクル!」は、2015年10月7日に発売されたゴダイゴの27枚目のシングル。NHKみんなのうたの楽曲。

## 解説
ゴダイゴが6人メンバー体制になって初めてのシングル。
ゴダイゴの曲がみんなのうたで放送されるのは「ビューティフル・ネーム」以来36年ぶりである。
なお作詞の山川啓介は2017年7月24日に逝去、本曲が最後の『みんなのうた』担当となった。

## 収録曲
全曲編曲：ミッキー吉野
1. きみはミラクル!
  - 作詞：奈良橋陽子・山川啓介　作曲：タケカワユキヒデ
2. 時を越えて
  - 作詞：佐藤竹善 作曲：トミー・スナイダー
3. カトマンズ 2015
  - 作詞：奈良橋陽子・松本隆　作曲：タケカワユキヒデ
4. きみはミラクル! （Back Track）